# Frankershausen
Frankershausen ist ein Ortsteil der Gemeinde Berkatal im nordhessischen Werra-Meißner-Kreis. Im Ort befindet sich die Gemeindeverwaltung Berkatal. Das Dorf liegt im nordöstlichen Vorland des Hohen Meißners und wird von der Berka durchflossen. Die Landesstraßen 3242 und 3422 sowie eine Kreisstraße treffen sich im Ort.

## Geschichte
Frankershausen wird im Jahre 876 erstmals urkundlich erwähnt. Vom 17. Jahrhundert bis etwa 1938 bestand im Ort eine jüdische Gemeinde, der eine Synagoge zur Verfügung stand.
Die Gemeinden Frankenhain, Frankershausen und Hitzerode wurden, im Zuge der Gebietsreform in Hessen, am 31. Dezember 1971 zur neuen Gemeinde Berkatal zusammengeschlossen.
In der Gemarkung von Frankershausen befinden sich die Wüstungen Borne und Oberndorf, beide in der Nähe der Karstquellen Breitenborn und Kressenborn, und die Wüstung Welferode, etwa 1,5 km flussabwärts im Tal der Berka an der Stelle des heutigen Schafhofs.

## Sehenswürdigkeiten

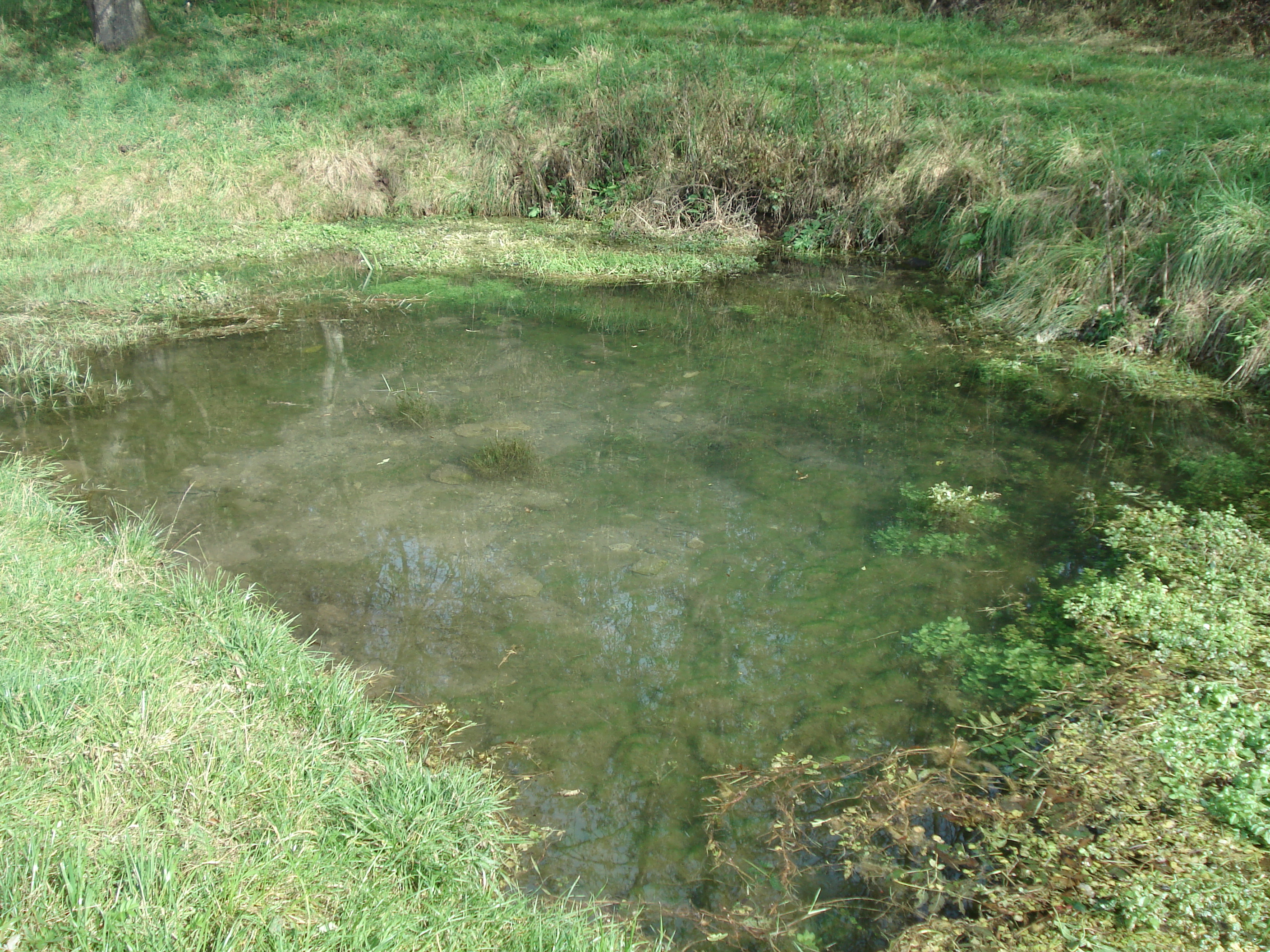
Die Karstquelle Breitenborn

- Evangelische Kirche mit ihren Freskenmalereien.
- Etwa 1,5 km nördlich der Ortsmitte liegen die beiden als Naturdenkmale ausgewiesenen Karstquellen Breitenborn und Kressenborn.
- Unweit östlich der beiden Quellen befindet sich der Teil „Kripplöcher“ des Naturschutzgebiets „Kripp- und Hielöcher“, südwestlich der beiden Quellen und nahezu unmittelbar nordwestlich des Dorfs der Teil „Hielöcher“.
- Frau-Holle-Teich, ein Naturteich etwa 5 km südwestlich des Dorfs am Hohen Meißner.

## Wirtschaft und Infrastruktur
- Im Ort gibt es eine Grillhütte, einen Kindergarten, das Heimatmuseum[4] und einen Spielplatz. In Frankershausen hat eine Bioland-Bäckerei ihren Sitz. Diese Bäckerei besteht schon seit 1911.[5]

## Söhne und Töchter der Gemeinde
- Peter Kühnemuth (1794–1868), Schultheiß und Mitglied der kurhessischen Ständeversammlung